# Amaurobioides pohara
Amaurobioides pohara är en spindelart som beskrevs av Forster 1970. Amaurobioides pohara ingår i släktet Amaurobioides och familjen spökspindlar. Inga underarter finns listade i Catalogue of Life.